# Fabrizio Della Fiori
Fabrizio Della Fiori, född  1 september 1951 i Formigara, Italien, är en italiensk basketspelare som tog tog OS-silver 1980 i Moskva. Detta var Italiens första basketmedalj i OS, och det kom att dröja till baskettävlingarna vid OS 2004 i Aten innan nästa medalj - ett silver - togs.